# Meigenia innocua
Meigenia innocua là một loài ruồi trong họ Tachinidae.